# Okno jednoczesności
Okno jednoczesności – odstęp czasu, poniżej którego dwa obiektywne bodźce są odbierane jako jedno wydarzenie.
Przyczyną występowania okna jednoczesności jest proces przetwarzania odebranego bodźca do postaci bioelektrycznej (potencjału receptorowego). W związku z tym nie można go zmniejszyć poprzez trening.
Przykładowe okna jednoczesności dla zmysłów człowieka:
- słuch – 0,0045 s
- dotyk – 0,01 s
- wzrok – 0,02-0,03 s